# Садовый проспект (Донецк)

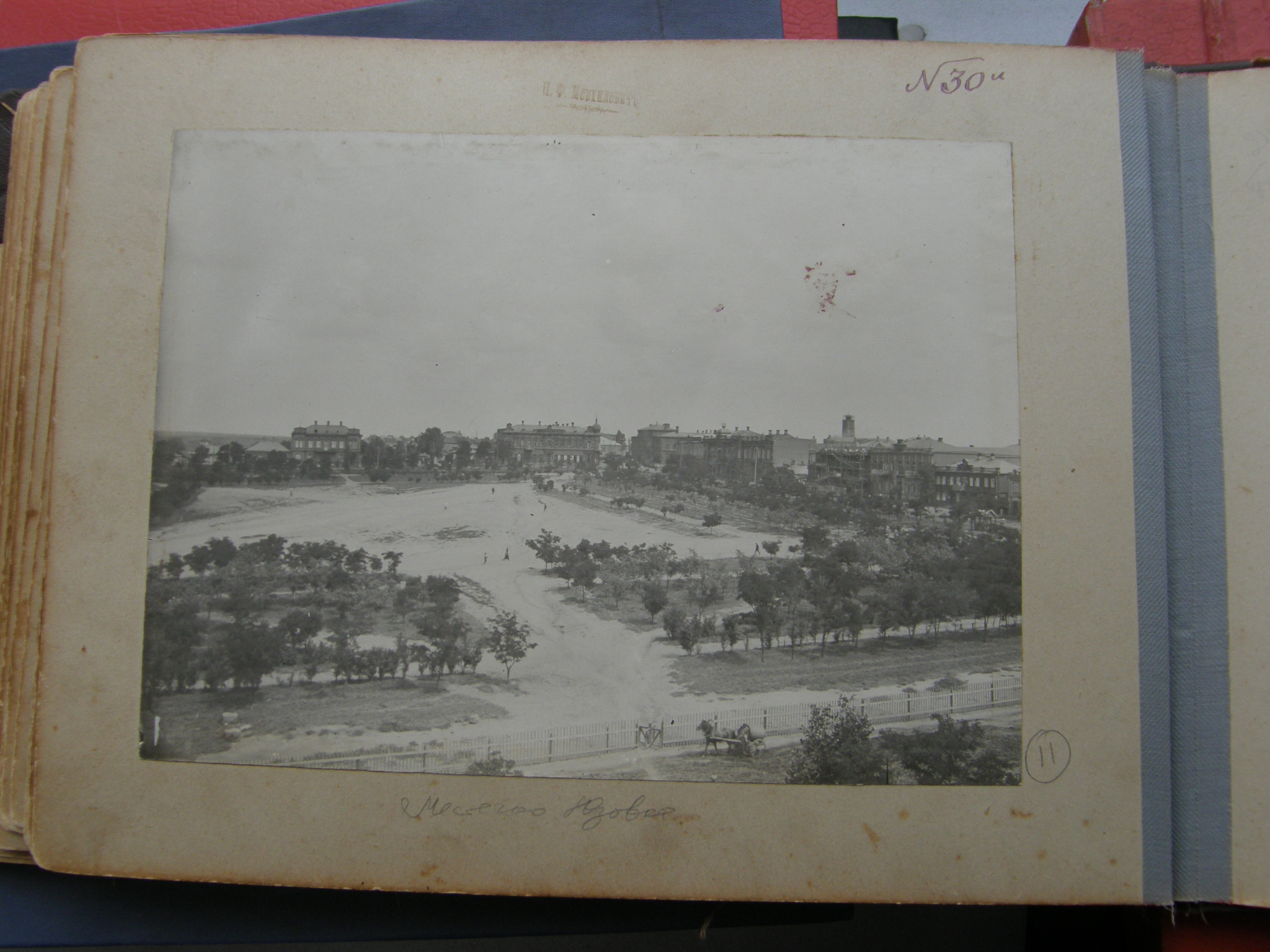
Вид на Садовый проспект и 1-ю линию

Садовый проспект — улица в Ворошиловском районе Донецка. Начинается с улицы Университетская идёт с запада на восток и заканчивается у площади Дзержинского. Пересекает улицы: Октябрьская, Красноармейская, Кобозева, Артёма, Постышева.

## Здания и сооружения

### Дом Горелика
Дом Горелика (ул. Октябрьская, 82) — памятник архитектуры и градостроительства в Донецке. Построен между 1901—1905 годами для купца Горелика. Решение фасадной части здания выполнено в стиле модерн. Угол здания подчеркнут гранёной башней с заостренным куполом. В башне раньше размещалась молельня. Здание выделяется среди других донецких построек причудливыми очертаниями балконов, динамичным обрамлением окон, сдержанным декором фасадов и вставками облицовки из керамической плитки.
В здании до октябрьской революции 1917 года находилась подпольная типография большевиков.
В первые годы советской власти в доме Горелика располагался клуб Тудоровских с большим танцевальным залом, популярный в то время. Затем в здании размещался радиоцентр. С 1946 года в здании располагается областное управление местной промышленности.
Есть версия, что с балкона дома Горелика для пятитысячной аудитории свои стихи читал Владимир Маяковский.
В 1977 году архитектором А. Мищенко из института «Донбассгражданпроект» был разработан проект пристройки к западному торцу особняка. Пристройка не нарушила общего стиля здания.
В настоящее время в доме Горелика располагаются объединение «Спецшахтобурение» и региональное управление «ПриватБанка».

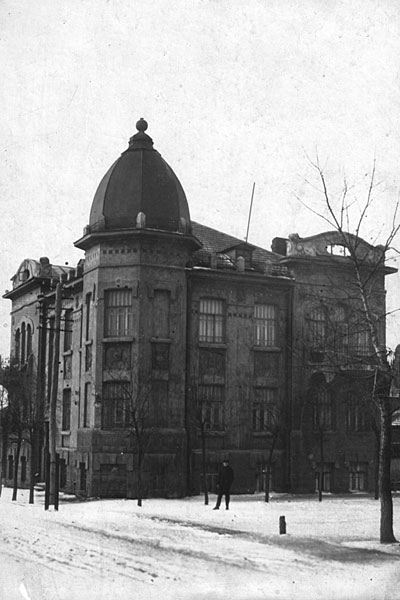
дом Горелика, фото до 1977 г. без пристройки к западному торцу
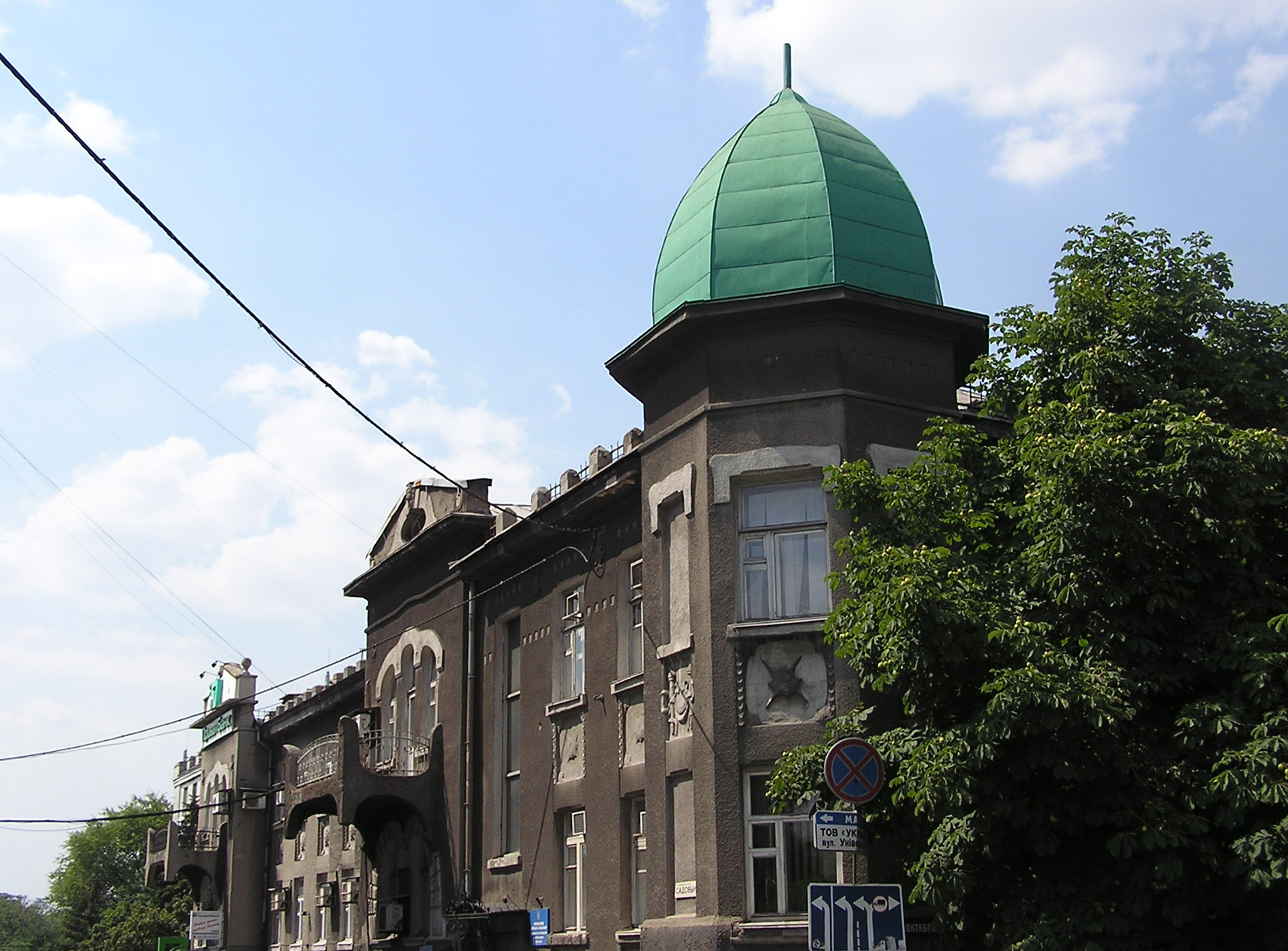
дом Горелика, фото 2006 г.

### Памятник Астраханю
Памятник Астраханю — установлен в честь Александра Зиновьевича Астраханя, выдающегося деятеля угольной промышленности и шахтостроения, руководителя государственного холдинга «Спецшахтобурение», заместителя министра угольной промышленности.
Памятник представляет собой бюст Александра Зиновьевича Астраханя на постаменте. Он расположен рядом со зданием государственного холдинга «Спецшахтобурение», где работал Александр Зиновьевич.

На постаменте памятника надпись на украинском языке: 
Астраханю
Олександру Зіновійовичу
видатному діячу
вугільної промисловості
та шахтного будівництва
Постамент изготовлен из гранита. Бюст изготовлен из сплава, имитирующего бронзу.
Автор памятника скульптор Александр Митрофанович Скорых.
Памятник устанавливался по инициативе государственного холдинга «Спецшахтобурение», при поддержке министерства угольной промышленности Украины, донецкой городской администрации и администрации Донецкой области.
Открытие памятника состоялась 21 августа 2007 года. На открытии присутствовали мэр Донецка Александр Алексеевич Лукьянченко, министр угольной промышленности Украины Сергей Тулуб.

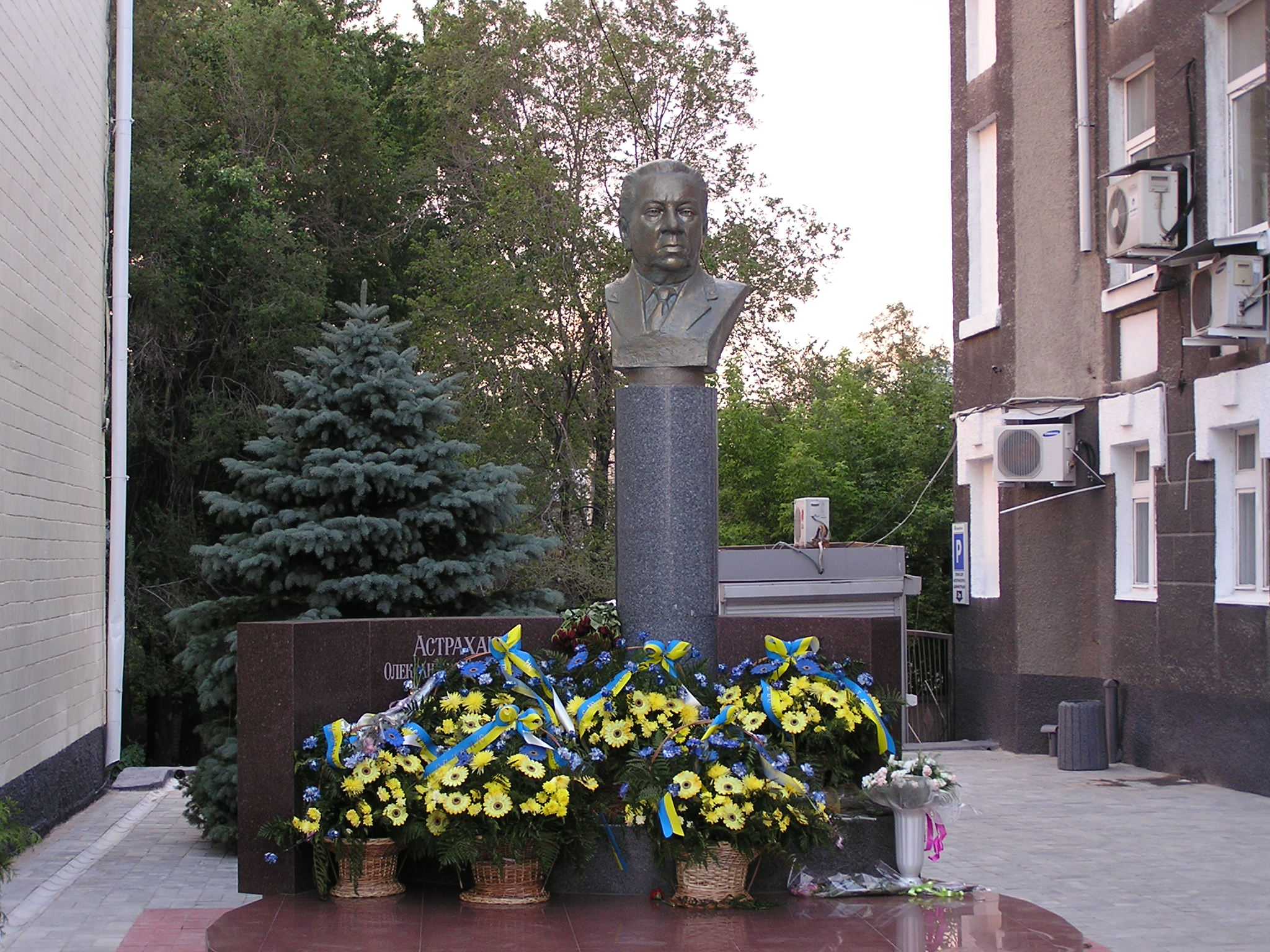
Памятник Александру Астраханю в день открытия
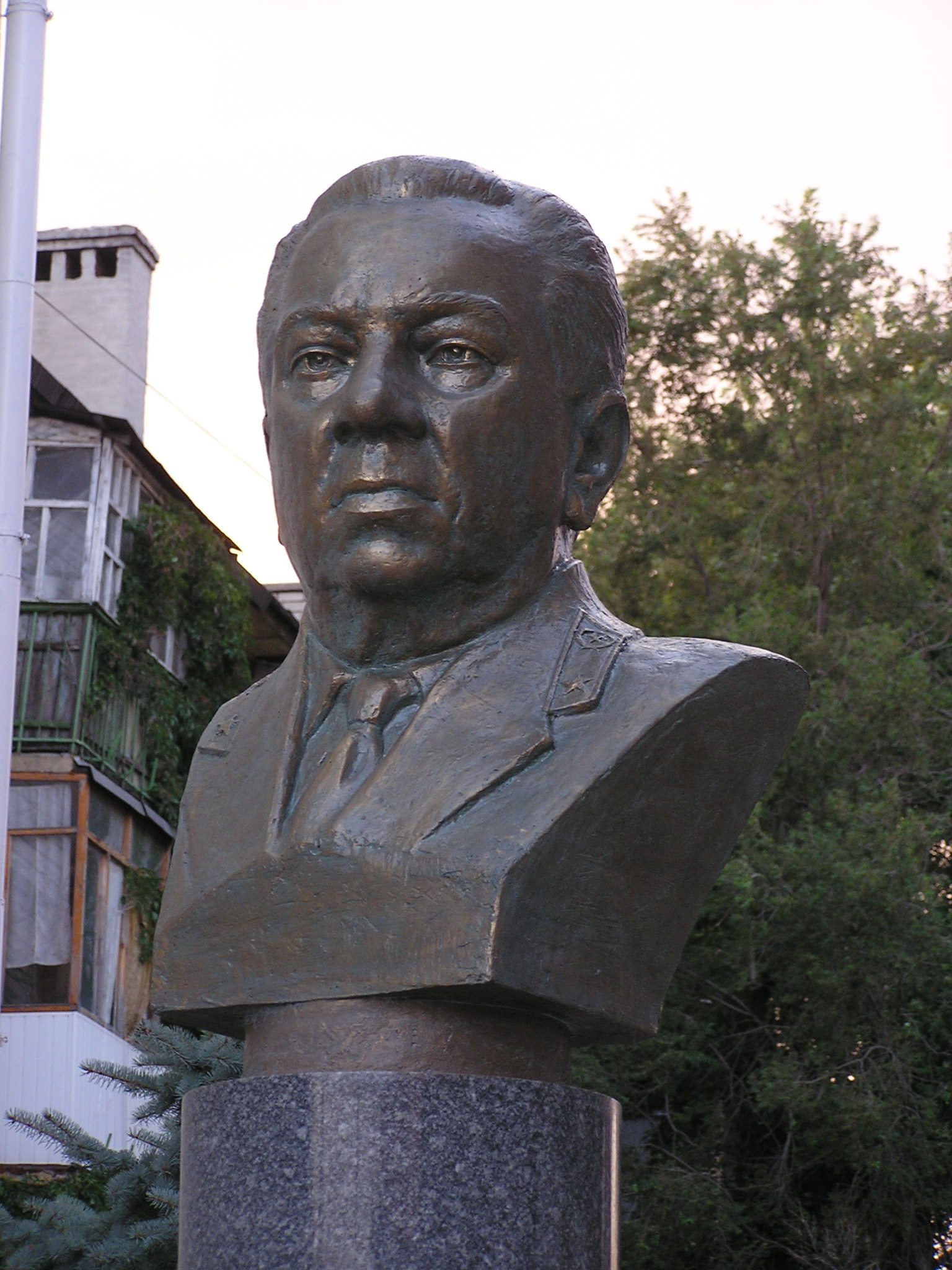
Бюст Александра Астраханя

### Театр братьев Тудоровских
Здание по ул. Кобозева, 62 выходит одним из фасадов на Садовый проспект. Построено братьями Тудоровскими и служило клубом и театром в начале XX века. Братья Тудоровские содержали магазин по продаже обуви.
С 1925 (или 1926) до 1927 года три комнаты здания были отданы под Сталинский окружной краеведческий музей, который открылся в 1926 году. За год его посетили 1902 человек. Фонды музея к тому времени составляли около 2000 экспонатов. В 1927 году музей переехал в клуб имени Ленина на Ларинке.
В январе 1942 года на базе секции эстрады и миниатюр драматического театра был организован театр варьете «Пестрая сцена», выступления которого проходили в здании бывшего театра братьев Тудоровских под руководством Е. Н. Крюкова. Также проводились выездные выступления. Первое выступление состоялось 20 января 1942 года. Репертуар предназначался для вермахта и состоял из небольших музыкальных пьес, танцевальных, вокальных и цирковых постановок, в основном, на немецком языке. Начиная с лета 1942 года в варьете также стали выступать немецкие артисты, в частности артистические коллективы организации KDF («Сила через радость»). 28 июня 1942 года было выступление известного немецкого пианиста Фрица Брахмана.
В настоящее время в здании положен Донецкий государственный экономико-технологический техникум.

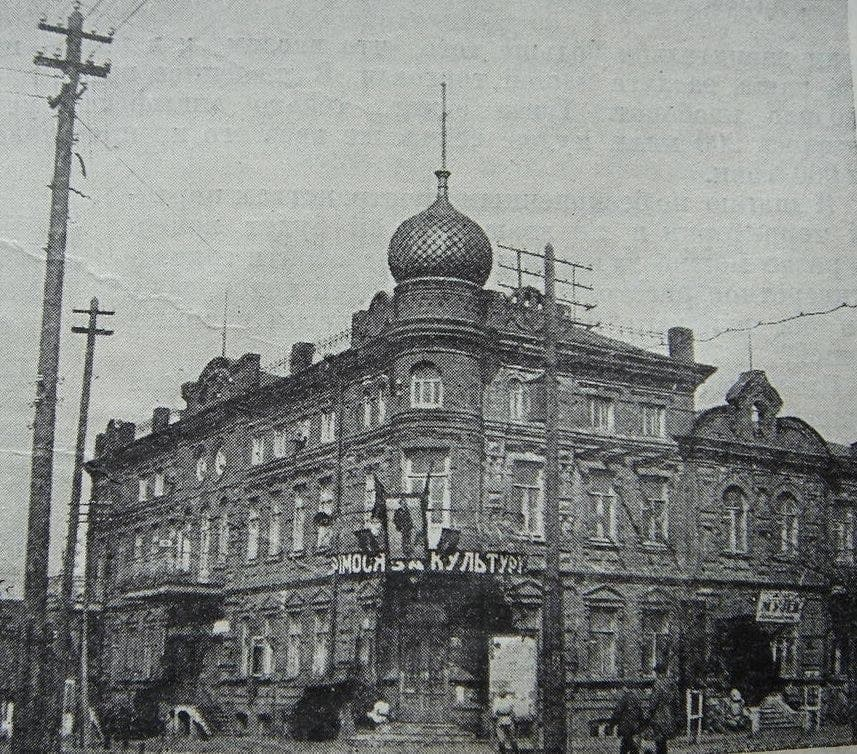
Здание театра купцов братьев Тудоровских в 1920-е годы.
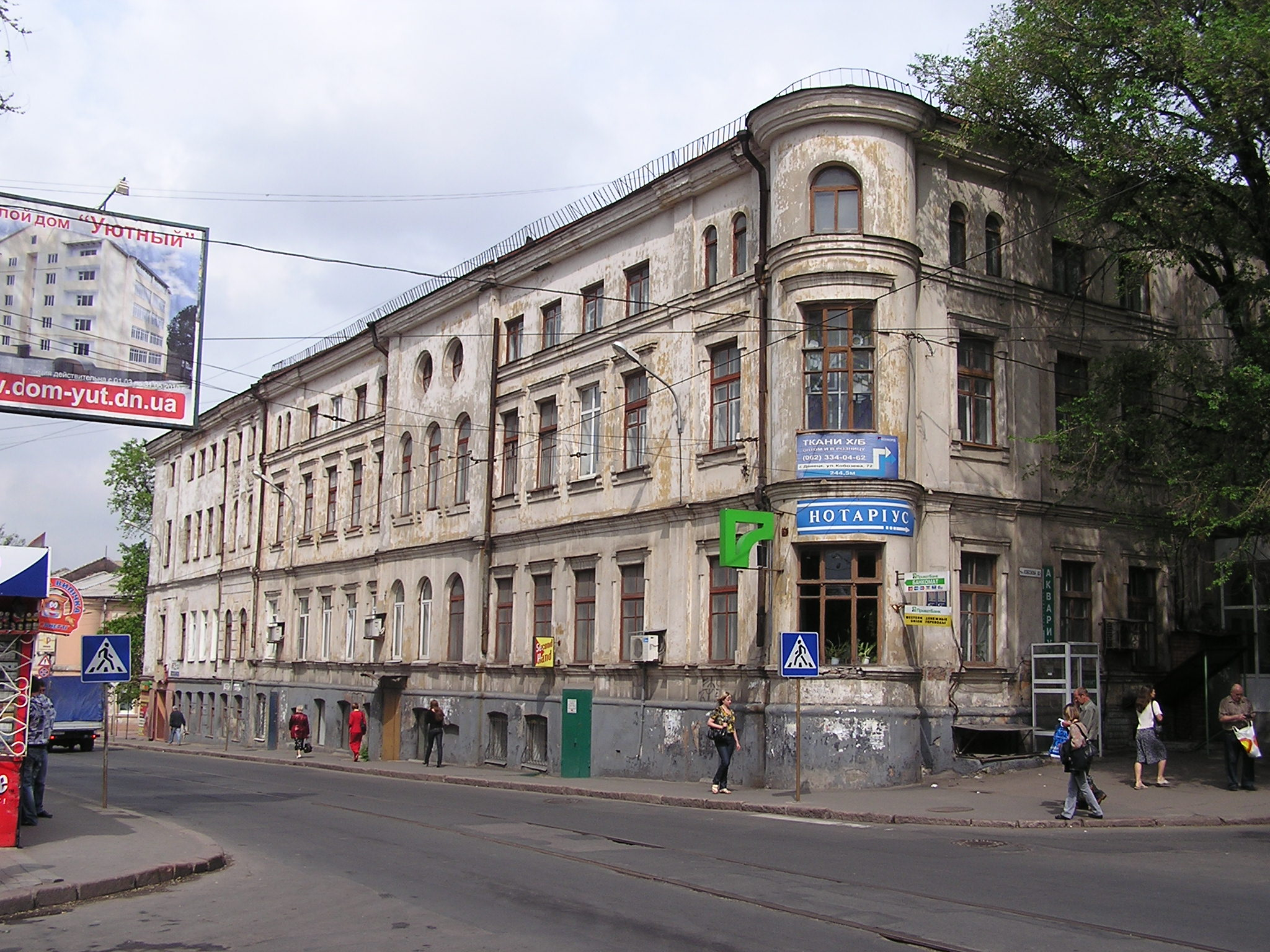
Здание в 2010 году, вид с Садового проспекта

### Сквер «Сокол»
Сквер разбит на месте бывшего рынка.

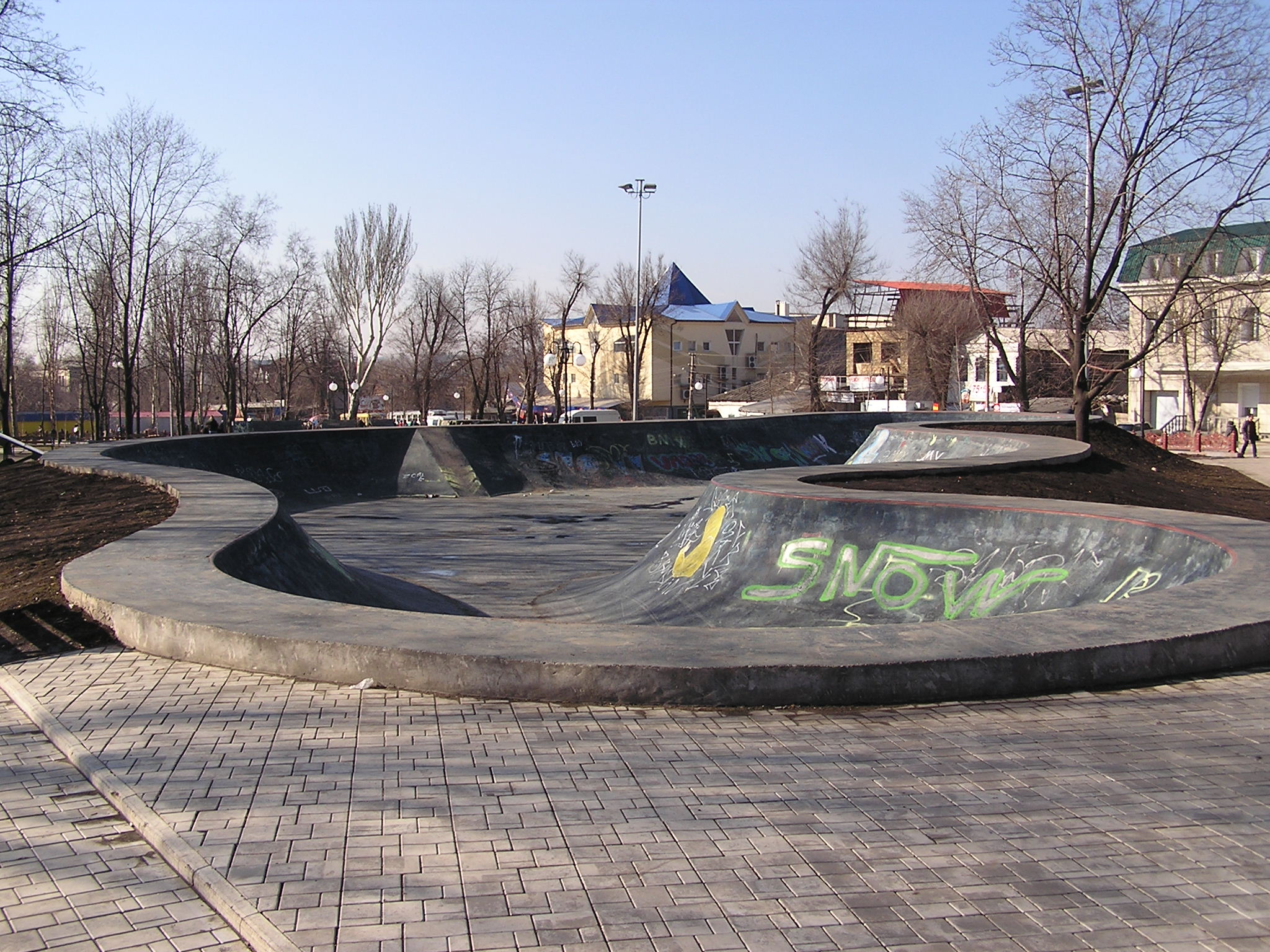
Сквер «Сокол»

### Дворец пионеров

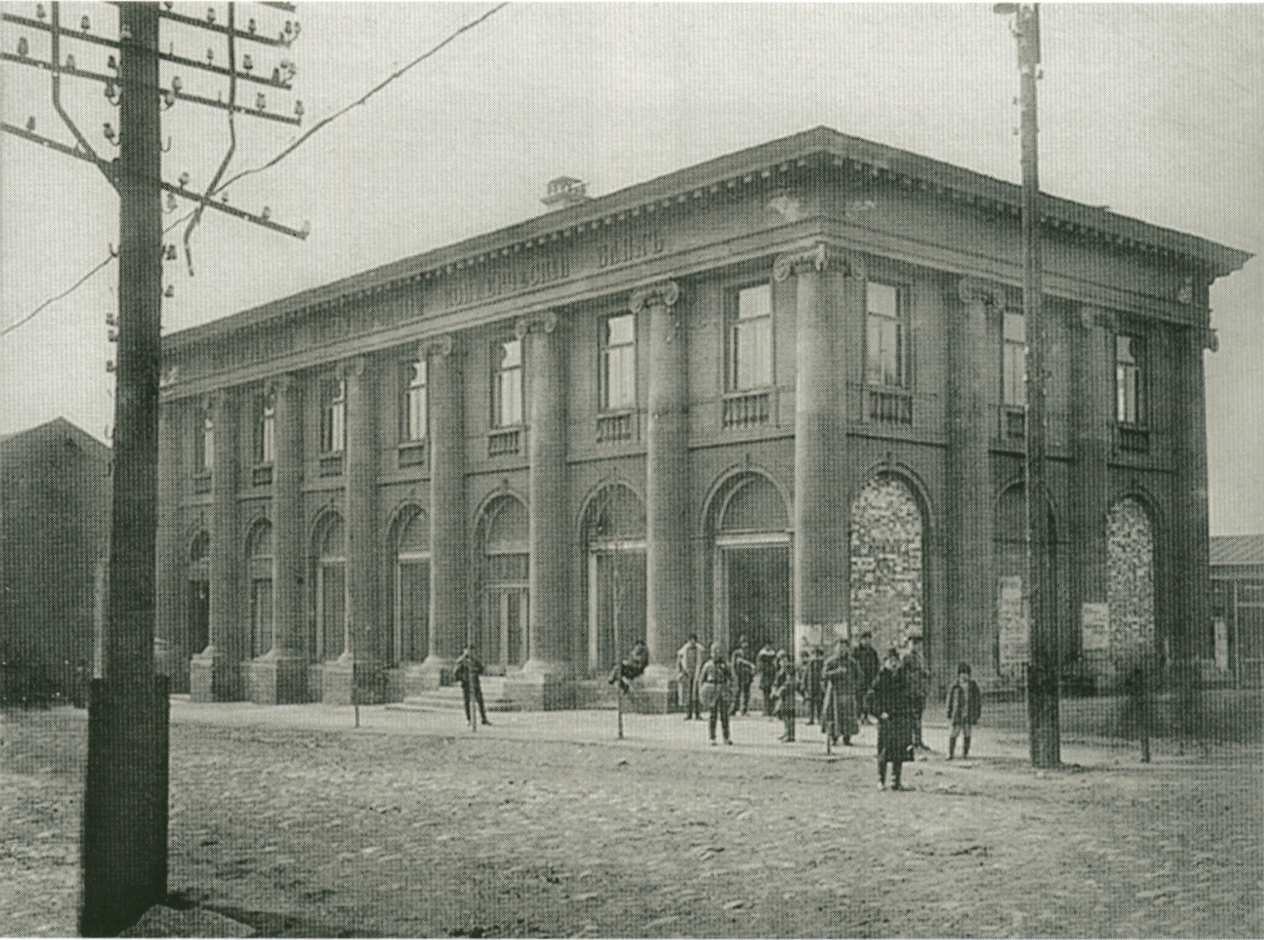
Здание Юзовского отделения Петроградского международного коммерческого банка. Начало XX века.
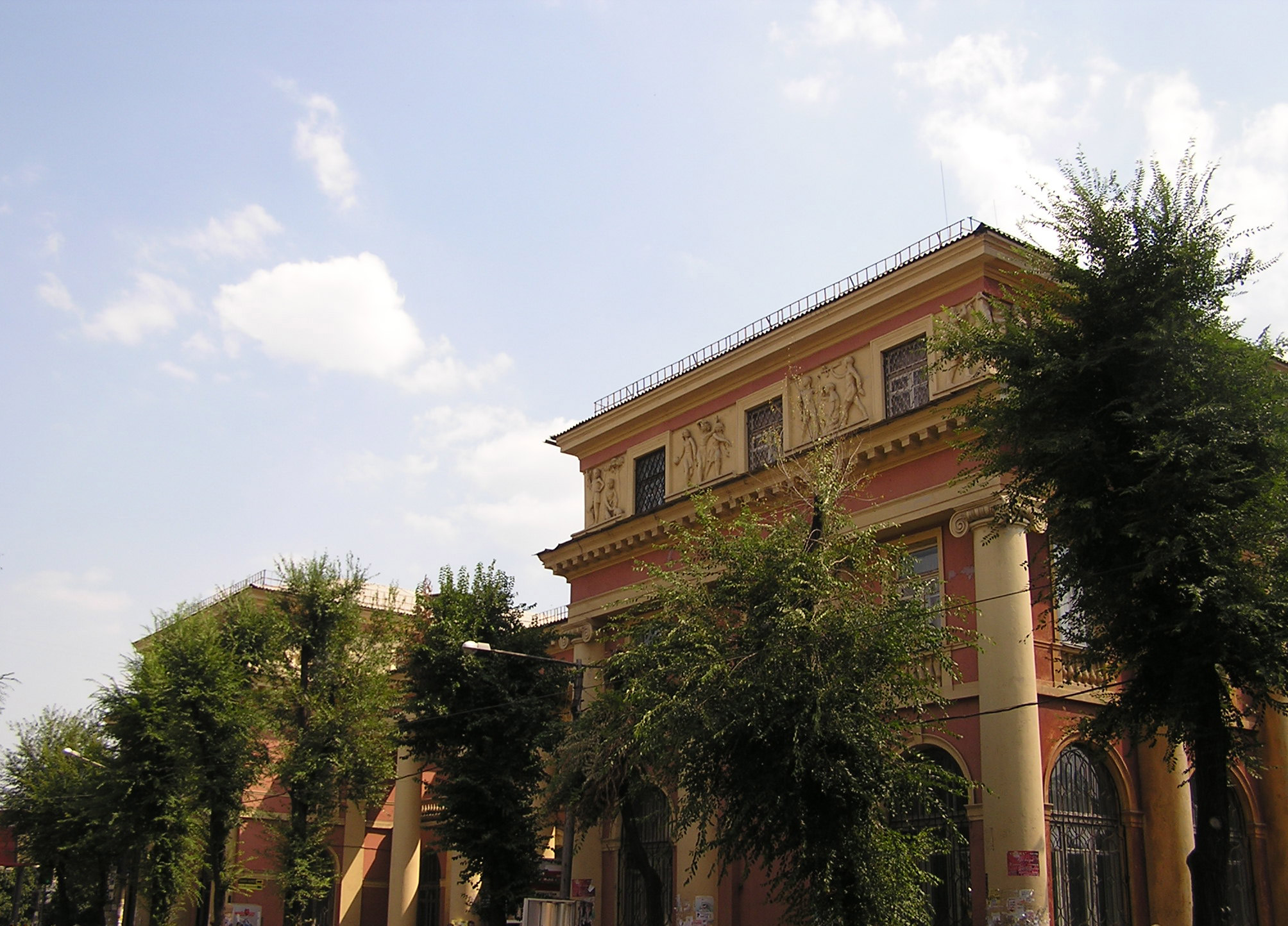
Донецкий областной дворец пионеров в 2006 году

### Площадь Дзержинского
Раннее «Пожарная площадь».

### Дом Горелика
- Дом Горелика на wikimapia. Дата обращения: 18 марта 2011. Архивировано 25 августа 2011 года.
- Старый дом мой давно ссутулился…
- Горелик. Дата обращения: 18 марта 2011.
- Горелик: Купец и помощник РСДРП. Дата обращения: 18 марта 2011. Архивировано из оригинала 29 ноября 2012 года.

### Памятник Астраханю
- Бывшему директору. Дата обращения: 18 марта 2011. Архивировано из оригинала 27 сентября 2007 года.